# تشارلز باول فيلب
تشارلز باول فيلب (بالألمانية: Charles Paul Wilp)‏ (و. 1932 – 2005 م) هو فنان، ومصور، ومخرج أفلام، ومونتير ألماني، ولد في فيتن، شارك في دوكومنتا 5 ‏، توفي في دوسلدورف، عن عمر يناهز 73 عاماً.

## التعليم
تعلم في الجامعة التقنية الراينية الفستفالية، وتعلم في أكاديمية غراند شوميير ‏
.

## وصلات خارجية
- تشارلز باول فيلب على موقع IMDb (الإنجليزية)
- تشارلز باول فيلب على موقع مونزينجر (الألمانية)
- تشارلز باول فيلب على موقع ميوزك برينز (الإنجليزية)
- تشارلز باول فيلب على موقع ديسكوغز (الإنجليزية)
- تشارلز باول فيلب على موقع كينوبويسك (الروسية)

- تشارلز باول فيلب في قاعدة بيانات الأفلام على الإنترنت